# 羊蹄トンネル
羊蹄トンネル（ようていトンネル）は、北海道倶知安町とニセコ町にまたがる全長9750 mの鉄道トンネル。2024年現在も建設中。地質上の問題（後述）で、完成の目処が立っていない。

## 概要
北海道旅客鉄道（JR北海道）が運行する北海道新幹線のために掘削されているトンネルで、建設発注者は鉄道建設・運輸施設整備支援機構。名前の由来は羊蹄山によるもの。トンネルの総延長は9750 m。倶知安町側の比羅夫工区（延長5569 m）、ニセコ町側の有島工区（延長4221 m）で工事が進められた。

## 地質の問題
比羅夫工区では、奥村組・日本国土開発・札建工業・山田組JVが施工主体となり2019年から工事が始められた。羊蹄山麓の地質は複雑で、火山灰が広がり水が噴き出しやすいことからシールド工法とNATM工法を組み合わせた「SENS工法」が採用。順調に掘削が行われたが、2021年7月に抗口から3,468 mの地点で巨大な岩塊に遭遇してシールドマシンが停止。岩塊は硬く切端面だけでは破砕することができなかったため、迂回トンネルを設けて岩塊の除去にあたった。さらに岩塊の上部（土かぶり厚約21 m）では陥没が生じるなど地質の不安定さが露見した。これら工事に時間を要し、トンネル本体の掘削は約1年半にわたり停止を余儀なくされた。2023年、岩塊の破砕が終了。約2年5か月ぶりにトンネルの掘削が再開されたが、2024年には再び巨大な岩塊に遭遇し、年単位で計画の見直しをすることが余儀なくされている。

## 施工管理の問題
2023年5月、鉄道建設・運輸施設整備支援機構は、有島工区の施工業者が生コンクリートの品質試験を巡り、虚偽の報告をしていたことを発表。コンクリートの水分量や強度を測定する試験を必要な回数、箇所数で行われておらず、コンクリートの強度が基準に達していない可能性があるとして調査が行われた。